# The RZA Hits
Albums de RZA
Bobby Digital in Stereo
(1998) Ghost Dog: The Way of the Samurai
(1999)
The RZA Hits est une compilation de RZA, sortie le 22 juin 1999.
Cet opus contient des morceaux du premier album du Wu-Tang Clan ainsi que des premiers albums solos des membres du groupe. Tous les titres sont produits par RZA, à l'exception de Brooklyn Zoo produit par Ol' Dirty Bastard et True Master.
L'album s'est classé 30e au Top R&B/Hip-Hop Albums et 61e au Billboard 200.

## Liste des titres
| No  | Titre                                                                             | Album original                               | Durée |
| --- | --------------------------------------------------------------------------------- | -------------------------------------------- | ----- |
| 1.  | Narration by The RZA (Interprété par RZA)                                         |                                              | 1:03  |
| 2.  | Wu-Tang Clan Ain't Nuthing ta F' Wit (Interprété par le Wu-Tang Clan)             | Enter the Wu-Tang (36 Chambers)              | 3:36  |
| 3.  | Protect Ya Neck (Interprété par le Wu-Tang Clan)                                  | Enter the Wu-Tang (36 Chambers)              | 4:52  |
| 4.  | Shimmy Shimmy Ya (Interprété par Ol' Dirty Bastard)                               | Return to the 36 Chambers: The Dirty Version | 2:41  |
| 5.  | Liquid Swords (Interprété par GZA)                                                | Liquid Swords                                | 3:01  |
| 6.  | Narration by The RZA (Interprété par RZA)                                         |                                              | 1:20  |
| 7.  | Method Man (Interprété par le Wu-Tang Clan)                                       | Enter the Wu-Tang (36 Chambers)              | 4:55  |
| 8.  | Incarcerated Scarfaces (Interprété par Raekwon)                                   | Only Built 4 Cuban Linx...                   | 4:30  |
| 9.  | Ice Cream (Interprété par Cappadonna, Ghostface Killah, Method Man et Raekwon)    | Only Built 4 Cuban Linx...                   | 4:16  |
| 10. | Narration by The RZA (Interprété par RZA)                                         |                                              | 1:31  |
| 11. | Bring the Pain (Interprété par Method Man)                                        | Tical                                        | 3:15  |
| 12. | Winter Warz (Interprété par Cappadonna, Ghostface Killah, Masta Killa et U-God)   | Ironman                                      | 4:41  |
| 13. | Brooklyn Zoo (Interprété par Ol' Dirty Bastard)                                   | Return to the 36 Chambers: The Dirty Version | 3:40  |
| 14. | All I Need (Interprété par Method Man)                                            | Tical                                        | 3:16  |
| 15. | C.R.E.A.M. (Interprété par le Wu-Tang Clan)                                       | Enter the Wu-Tang (36 Chambers)              | 4:12  |
| 16. | All That I Got Is You (Interprété par Ghostface Killah, Mary J. Blige et Popa Wu) | Ironman                                      | 5:00  |
| 17. | Narration by The RZA about Wu Wear (Interprété par RZA)                           |                                              | 1:40  |
| 18. | Wu Wear the Garment Renaissance (Interprété par Cappadonna, Method Man et RZA)    | High School High Soundtrack                  | 3:53  |